# Juventud La Rural
El Club Deportivo Juventud La Rural es un club de fútbol peruano, del distrito de Surco, provincia de Lima, en el Departamento de Lima. Fue fundado en 1946 y participa en la Copa Perú.

## Historia
El club llegó hasta la Etapa Nacional en la Copa Perú 2009 pero fue eliminado en octavos de final por el Tecnológico Suiza de Pucallpa.

## Uniforme
- Uniforme titular: Camiseta blanca y celeste, pantalón negro, medias negras.

## Palmarés

### Torneos regionales
| Competición regional             | Títulos | Subcampeonatos |
| -------------------------------- | ------- | -------------- |
| Etapa Regional - Región IV (0/1) |         | 2009.          |
| Liga Departamental de Lima (1/0) | 2009.   |                |
| Interligas de Lima (0/1)         |         | 2009.          |